# Венцкув
Венцкув (пол. Więcków) — село в Польщі, у гміні Троянув Ґарволінського повіту Мазовецького воєводства.
Населення — 253 особи (2011).
У 1975—1998 роках село належало до Седлецького воєводства.

## Демографія
Демографічна структура станом на 31 березня 2011 року:
|          | Загалом | Допрацездатний вік | Працездатний вік | Постпрацездатний вік |
| -------- | ------- | ------------------ | ---------------- | -------------------- |
| Чоловіки | 123     | 22                 | 79               | 22                   |
| Жінки    | 130     | 26                 | 67               | 37                   |
| Разом    | 253     | 48                 | 146              | 59                   |